# ناحیه هارتر، شهرستان کلی، ایلینوی
ناحیه هارتر، شهرستان کلی، ایلینوی (به انگلیسی: Harter Township) یک منطقهٔ مسکونی در ایالات متحده آمریکا است که در شهرستان کلی، ایلینوی واقع شده‌است. ناحیه هارتر ۶٬۳۹۴ نفر جمعیت دارد و ۱۴۷ متر بالاتر از سطح دریا واقع شده‌است.